# Українсько-Американська Координаційна Рада
Українсько-американська координаційна рада (англ. Ukrainian American Coordinating Council, UACC) — непартійна неприбуткова національна парасольова організація, що об'єднує багато українсько-американських організацій, представляючи інтереси понад 1 000 000 американців українського походження. До її складу входять братські, освітні, ветеранські, релігійні, культурні, соціальні, ділові, політичні та гуманітарні організації, а також окремі особи. Заснована в 1965 році, UACC, що базується в Нью-Йорку, а також Сан-Франциско, підтримує місцеві організації по всій території США. UACC є членом Світового Конґресу Українців (UWC). 2006 року разом з низкою громадських організацій української діаспори в США УАКРада заснувала «Коаліцію заради Безпеки й Демократії в Україні». 
2008 року спонсорувала мистецькі вечори-спогади, присвячені Квітці Цісик, перший з яких відбувся в січні в Нью-Йорку, в Брукліні. Наступні — в Лінденхурсті, Філадельфії та 29 березня в Нью-Йорку в Українському музеї.
2009 року УАКРада стала членом організації Бізнесова Рада «США—Україна», яка нараховує 88 чільних американських і світових комерційних компаній та сім українських американських громадських організацій.
Сьогодні організація продовжує підтримувати українську історичну, політичну та культурну спадщину в районі агломерації Сан-Франциської затоки та Каліфорнії, спонсоруючи такі заходи, як концерти вшанування Тараса Шевченка, День незалежності України в парку Золотих Воріт з 1964 року, святкування тисячоліття хрещення Русі, вшанування пам'яті жертв Голодомору 1932—1933 років, а також багато інших подій та заходів.
Головний офіс УАКРади знаходиться у Нью-Йорку. Президент УАКРади — Ігор Ґавдяк.